# Francesco Ricci Paracciani

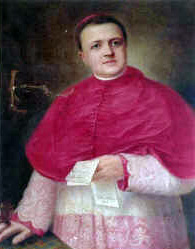
Francesco Kardinal Ricci Paracciani (1882/85)

Francesco Ricci Paracciani (* 8. Juni 1830 in Rom; † 9. März 1894 ebenda) war ein italienischer Kardinal und Erzpriester des Petersdoms.

## Kirchliche Laufbahn
Francesco Ricci Paracciani war schon kurz nach seiner Priesterweihe im Päpstlichen Haushalt unter Pius IX. tätig. Dieser ernannte ihn am 1. Oktober 1875 zum Präfekten des Päpstlichen Haushalts. Nach dem Tod von Pius IX. fungierte er als Sekretär beim Konklave 1878.
Am 13. Dezember 1880 wurde er von Papst Leo XIII. zum Kardinal in pectore erhoben, was am 27. März 1882 bekannt gegeben wurde. Kurz darauf wurde Paracciani Kardinaldiakon von Santa Maria in Campitelli. 1891 wurde erhielt er, nun in die Klasse der Kardinalpriester aufgenommen, die Titelkirche San Pancrazio, bevor ihm 1892 vom Papst das Amt des Erzpriesters der Basilika Sankt Peter verliehen wurde.
Er war Ehren- und Devotions-Großkreuz-Bailli des Souveränen Malteserordens und von 1885 bis 1891 Großprior des Großpriorates von Rom des Malteserordens.

## Familiärer Hintergrund
Er entstammte einer toskanischen Adelsfamilie, aus der beispielsweise auch die Kardinäle Giandomenico Paracciani, Urbano Paracciani Rutili, Niccola Paracciani Clarelli und Salvatore Nobili Vitelleschi entstammten.